# 马来西亚内陆税收局
马来西亚内陆税收局 ，缩写为LHDN，是马来西亚财政部旗下的政府机构，负责在全国管理和征收税务。LHDN于1996年3月1日成立，前身是内陆税收署（JHDNM）。
LHDN是在1995年马来西亚内陆税收局法令下成立的，以便能在财政和人事管理事务上有更大的权力，提高税务管理的质量。